# Miecislau II el Gras
Miecislau II el Gras (polonès: Mieszko II Otyły) (ca. 1220 – 22 d'octubre del 1246) fou Duc d'Opole-Racibórz des del 1230 fins a la seva mort i Duc de Kalisz-Wieluń durant el període 1234–1239 (co-governant amb el seu germà).
Era el fill gran del Duc Casimir I d'Opole i la seva dona Viola, probablement una dama búlgara. Va participar amb un destacament, que va ser el primer a ser derrotat en la batalla de Legnica contra l'Imperi Mongol, que duia a terme la invasió d'Europa.
| Precedit per: Casimir I         | Duc d'Opole-Racibórz 1230–1246                 | Succeït per: Ladislau |
| Precedit per: Enric I el Barbut | Duc de Kalisz juntament amb Ladislau 1234–1239 | Succeït per: Ladislau |
| Precedit per: Enric I el Barbut | Duc de Wieluń juntament amb Ladislau 1234–1239 | Succeït per: Ladislau |